# サウス (バンド)
サウス（英: South）は、イギリスのロックバンド。ロンドン出身。1999年にジェームス・ラヴェルのレーベル「Mo' Wax（モ・ワックス）」からデビューし、2009年に活動休止。

## メンバー
担当楽器については、全員が複数の楽器を使用し固定していない。
- ジョエル・カドベリー（ボーカル、ベース、ギター）
- ジェイミー・マクドナルド（ギター、ボーカル、ドラムス）
- ブレット・ショウ（ドラムス、キーボード、ギター）

## 来歴
カドベリー、マクドナルド、ショウは14歳の頃から友人関係にあり、中学時代の1992年にバンドを結成。バンド名の由来は、当時イングランド北部のアーティストが注目を集めていた為、南部であるロンドン出身である事を打ち出すべくサウス（南）とする。その後ライブ活動やリミックスなどの仕事に関わっている内にイアン・ブラウンと出会うなどしてミュージシャン仲間を増やしていく。
その後、アンクルのジェームズ・ラベルの目に留まり、イアン・ブラウンの曲のリミックスや映画監督ジョナサン・グレイザーのデビュー映画『ビューティー・ビースト』のサウンドトラックを手がけ、2001年にラベルのレーベル「Mo' Wax（モ・ワックス）」からアルバム『フロム・ヒア・オン・イン』を発売。「Mo' Wax」が契約した初のロックバンドとして話題となり、NMEなどのメディアが最注目の新人として取り上げた。
2003年にフジロックフェスティバル、くるり主催のイベント『百鬼夜行』に出演し、同年9月にアルバム『ウィズ・ザ・タイズ』をキネティックから発売。2004年冬に株式会社スマッシュが開催したフェスティバル「マジック・ロック・アウト」に出演。2006年にアルバム『ADVENTURES IN THE UNDERGROUND JOURNEY TO THE STARS』をYoung American Recordingsから発売。
2008年4月にアルバム『ユー・アー・ヒア』をYoung American Recordingsから発売。2009年、ジェイミー・マクドナルドが自身のMyspaceにてサウスの活動休止を発表。マクドナルドはカドベリーと共にバンド「The Hug」を結成し、ショウは自身のロンドンのスタジオでプロデューサーとして活動。

## ディスコグラフィ

### スタジオ・アルバム
- フロム・ヒア・オン・イン（英: From Here on In、2001年）
- ウィズ・ザ・タイズ（英: With the Tides、2003年）
- アドヴェンチャーズ・イン・ジ・アンダーグランド・ジャーニー・トゥ・ザ・スターズ（英: Adventures in the Underground Journey to the Stars、2006年）
- ユー・アー・ヒア（英: You Are Here、2008年）

### コンピレーション・アルバム
- オーバーユーズド（英: Overused、2000年）※日本限定

イギリスで発売されたアナログ(EP1枚＋シングル3枚）収録音源を日本独自に収録したもの

### EP
- All In For Nothing（2001年）
- Constantly Burning（2001年）
- Speed Up / Slow Down（2005年）

### 参加作品
- 『アート・オブ・ウォー』（2000年）

「Run On Time」、「Broken Head II」で参加。
- 『Acoustic 07』（2000年）

「Up Close and Personal」で参加。

### 補足
1. ↑  フジロックフェスティバルを開催している会社